# Бахмутец
Бахмутец — хутор в Беловском районе Курской области. Входит в Вишневский сельсовет.

## География
Хутор находится недалеко от реки Илёк (приток Псла), в 93 км к юго-западу от Курска, в 10 км к юго-западу от районного центра — Белая, в 4 км от центра сельсовета — Вишнево.
Климат
Бахмутец, как и весь район, расположен в поясе умеренно континентального климата с тёплым летом и относительно тёплой зимой (Dfb в классификации Кёппена).

## Население
| 2002 | 2010 |
| ---- | ---- |
| 54   | ↘41  |

## Инфраструктура
Личное подсобное хозяйство. В хуторе 28 домов.

## Транспорт
Бахмутец находится в 2 км от автодороги регионального значения 38К-001 (Белая — Мокрушино — граница Белгородской области), в 2 км от автодороги межмуниципального значения 38Н-463 (38К-001 — Вишнево), на автодороге 38Н-762 (Вишнево — Мокрушино), в 5 км от ближайшего ж/д остановочного пункта 94 км (линия Льгов I — Подкосылев).
В 77 км от аэропорта имени В. Г. Шухова (недалеко от Белгорода).